# Sten Byriel
Sten Byriel (født 14. juni 1957 i Horsens) er en dansk bas-bariton-operasanger. Han er uddannet på Det Jyske Musikkonservatorium (1978 – 1982) og på Operaakademiet ved Det Kongelige Teater (1982 – 1986).
Han debuterede på Det Kongelige Teater 18. november 1985 som Papageno i Mozarts Tryllefløjten – og var i 34 år ansat som operasolist på teatret. Sidste optræden var 8. juni 2019 på Det Kongelige Teater i Turandot.

## Optrædener[1]
Sten Byriel har desuden optrådt på bl.a. flg. scener: Royal Opera, Covent Garden, London; Salzburger Festspiele; Bayeriche Staatsoper, München; Staatsoper unter den Linden, Berlin; Volksoper, Wien; Vlaamse Oper, Antwerpen; Chatelet Theatre Musical de Paris; Opera Real, Madrid; Den Norske Opera, Oslo; Grande Teatre de Geneve; 
Han har derudover arbejdet med Holland House, Hotel Pro Forma, Rialto, Undergrunden, Det Ny Teater, Den Jyske Opera, Århus; Copenhagen Opera Festival.

## Væsentlige roller[1]
- Papageno i Tryllefløjten
- Figaro og Bartolo i Figaros Bryllup
- Ferrando i Cosi van Tutte
- Osmin i Bortførelsen fra Seraillet
- Leporello, Masetto og Kommandanten i Don Juan

- Baron Ochs i Rosenkavaleren
- Orest i Elektra
- Musiklehrer i Ariadne på Naxos
- Sir Morosus i Die schweigsame Frau
- Graf Waldner i Arabella
- La Roche i Capriccio

- Tierbänger/Athlet/Schigolch i Lulu og Doctor i Wozzeck

- Klingsor i "Parsifal
- König Heinrich i "Lohengrin
- Alberich i Rhinguldet, Siegfrid og Ragnarok
- König Marke i Tristan og Isolde
- Daland i Den flyvende hollænder

- Fiesco i Simon Boccanegra
- Il Grad Inquisitor i Don Carlos
- Ferrando i Troubadouren
- Il Re i Aida

- Der Mann i Schönbergs Von heute auf Morgen
- Henrik i Nielsens Maskarade
- Colline i Puccinis La Boheme
- Kovaljov i Sjostakovitjs Nos
- Guldberg i Holtens Livlægens Besøg
- Dr. Kolonaty i Janaceks Makropulos-sagen
- Dulcamara i Elskovsdrikken
- Escamillo i Bizets Carmen
- Rocco i Beethovens Fidelio

## Lokalpolitik
Sten Byriel blev 10. maj 2021 valgt som Liberal Alliances spidskandidat til Regionsrådsvalget i Region Syddanmark 2021. Han stiller desuden op som spidskandidat til byrådet i Vejle Kommune ved kommunalvalget 2021.